# Ernst Gaber
Ernst Ludwig Gaber (ur. 6 czerwca 1907 w Mannheim, zm. 13 sierpnia 1975) – niemiecki wioślarz, dwukrotny medalista olimpijski.
Wystąpił na igrzyskach olimpijskich w Amsterdamie w 1928, gdzie w ósemkach odpadł w ćwierćfinałach. Na rozgrywanych cztery lata później igrzyskach olimpijskich w Los Angeles Niemcy w składzie: Karl Aletter, Ernst Gaber, Walter Flinsch i Hans Maier zdobyli srebrny medal w czwórkach bez sternika. W finale o 4,8 sekundy przegrali z osadą Wielkiej Brytanii. Na tej samej imprezie wystąpił również w ósemkach, odpadając w pierwszej rundzie. Brał też udział w igrzyskach olimpijskich w Berlinie w 1936, gdzie razem z Hansem Maierem, Walterem Volle, Paulem Söllnerem i Fritzem Bauerem zdobył złoty medal w czwórkach ze sternikiem.
Ponadto na mistrzostwach Europy w Berlinie w 1935 zdobył złoty medal w czwórkach ze sternikiem.
W trakcie II wojny światowej służył w SS w stopniu Obersturmführera.